# Francisco Javier Cornago
Francisco Javier Cornago Redrado, deportivamente conocido como Cornago (Zaragoza, España, 16 de diciembre de 1969), es un exfutbolista español. Jugaba en la posición de centrocampista.

## Trayectoria
Inició su formación en el Stadium Casablanca de Zaragoza, de donde fue captado por el fútbol base del Real Madrid. En el equipo blanco llegó a jugar en el filial, hasta que en 1990 regresó a su tierra natal para jugar en el filial del Real Zaragoza. En el club blanquillo permaneció dos campañas, llegando a jugar un partido con el primer equipo aragonés en Primera División, el 31 de marzo de 1991, ante el CD Tenerife.
Tras abandonar la disciplina del conjunto aragonés, jugó una temporada en la UE Sant Andreu y la campaña 1993/94 recaló en el Villarreal CF. Jugó tres años con el submarino amarillo en Segunda División y luego inició un peregrinaje por múltiples equipos de Segunda B (Málaga CF, Gimnàstic de Tarragona, Real Jaén, CD Binéfar y CD Calahorra), Tercera División (SD Huesca y Villanueva CF) y finalmente Regional Preferente (CD Benicarló).
Tras su retirada en 2007 siguió vinculado al mundo del fútbol como médico del equipo Benicarló Aeroport Castelló, de la División de Honor de Liga Nacional de Fútbol Sala.

## Selección nacional
Fue internacional en varias categorías inferiores de la selección española: sub-17 (un partido), sub-18 (siete partidos) y sub-19 (cuatro partidos).

## Clubes
| Club                   | País   | Año       |
| ---------------------- | ------ | --------- |
| Castilla CF            | España | 1989-1990 |
| Deportivo Aragón       | España | 1990-1991 |
| Real Zaragoza          | España | 1991-1992 |
| UE Sant Andreu         | España | 1992-1993 |
| Villarreal CF          | España | 1993-1996 |
| Málaga CF              | España | 1996-1997 |
| Gimnàstic de Tarragona | España | 1997-1998 |
| Real Jaén CF           | España | 1998-2000 |
| CD Binéfar             | España | 2000-2001 |
| CD Calahorra           | España | 2001-2002 |
| SD Huesca              | España | 2002-2003 |
| Villanueva CF          | España | 2003-2005 |
| CD Benicarló           | España | 2005-2007 |

## Palmarés

### Campeonatos nacionales
| Título                   | Club      | País   | Año  |
| ------------------------ | --------- | ------ | ---- |
| Liga de Tercera División | Real Jaén | España | 1999 |